# La bambola/Se c'è l'amore
La bambola/Se c'è l'amore è il 4° 45 giri di Patty Pravo, pubblicato nel 1968 dalla casa discografica ARC.

## Accoglienza
Il disco rimase per nove settimane al primo posto dei dischi più venduti in Italia, risultando il secondo 45 giri più venduto del 1968.

## I brani

### La bambola
La bambola racconta le lamentele di una donna che chiede rispetto al proprio uomo, che la tratta come se fosse "una bambola", usandola e sfruttandola a proprio piacimento, e poi "buttandola giù" quando non è più utile. La canzone ha un breve intro musicale realizzato soltanto con chitarra acustica 12 corde suonata da Maurizio De Angelis e tamburello.
Patty Pravo incise il brano in francese, Une Poupée e spagnolo, La Muneca, pubblicate nella raccolta Patty Pravo rarities 1968.

### Se c'è l'amore
Se c'è l'amore è la cover di Let The Heartaches Begin, scritta da Tony Macaulay e John Macleod e portata al successo da Long John Baldry.
Il testo italiano è stato scritto da Franco Migliacci.
All'incisione di questa canzone partecipano i "4+4" di Nora Orlandi
Come per il lato A Se c'è L'amore fu inciso dall'artista anche nella versione francese e spagnola pubblicate nella raccolta Patty Pravo rarities 1968.

## Tracce
Lato A
1. La bambola – 3:08 (testo: Franco Migliacci – musica: Ruggero Cini, Bruno Zambrini; edizioni musicali Mimo, RCA)

Lato B
1. Se c'è l'amore – 3:02 (testo: Franco Migliacci – musica: Tony Macaulay, John Macleod; edizioni musicali RCA)

## Classifiche
| Posizione | 5 | 5 | 1 | 1 | 1 | 1 | 1 | 1 | 1 | 1 | 1 | 2 | 4 | 7 | 9 | 10 |